# Valle de Bao
El Valle de Bao es uno de los valles intramontañosos más altos e importantes de la Cordillera Central, República Dominicana.

## Formación geológica
La formación de las montañas circundantes se dio en el periodo Cretácico, el cual inició hace 60 millones de años, en el que el área estaba formado por una cadena de volcanes, cuyo material originario se fundió en el interior. Dando lugar a rocas ígneas extrusivas, por el sobrecalentamiento de la corteza terrestre. Esta zona es la más antigua de la isla, en la que se pueden ver diferentes épocas glaciares. 
El Valle de Bao (1800 m.s.n.m) es una depresión que se ubica en la misma falda de La Pelona, donde también reposa el Pico Duarte, la mayor altura de las Antillas, con una altitud promedio de 3.175 [m.s.n.m.] medida por el sueco Erick Ekman. Descrita por los conservacionistas dominicanos Juan Bautista Pérez y Miguel Canela Lázaro como la montaña más hermosa de República Dominicana.

## Clima y vida
En este valle nace uno de los ríos más importante de este país, y que lleva su mismo nombre, el río Bao. La temperatura promedio dominante es generalmente fresca, principalmente en la temporada de invierno cuando se experimentan descensos importantes en la magnitud de la misma. En los meses de diciembre y enero, la temperatura desciende por debajo de 0 °C. A la salida del sol, durante el invierno; la escarcha cubre los pajones del valle y hay alta probabilidad de nevadas. Las lluvias oscilan entre los 1000 – 3500 mm anuales, este volumen obedece que tenga precipitaciones por encima de los 4000 mm de lluvia.
El Valle de Bao es realmente una sabana y se caracteriza por ser particularmente profundo y cerrado (hoya).

## Flora y Fauna
El bosque húmedo de Latifoliada llega hasta poco más de 2.000 m de altitud; por encima de este nivel, como el que se encuentra el valle, la única especie arbórea es el pino criollo. La única especie epifita que se encuentra aquí es el conde de pino (Dendropemon pycnophyllus), que parasita pinos.
El substrato herbáceo es dominado por el pajón (Danthonia domingensis) además abunda la Agrostis hiemalis. 
La fauna es extremadamente pobre debido a las temperaturas bajas, vientos y la pobre vegetación. Solamente algunas aves pueden observarse durante el día y el puerco cimarrón, especie introducida.
- Datos: Q6159069